# Þuríður formaður
Þuríður formaður, född 1777, död 1863, var en isländsk sjökapten och förman.
Hon var dotter till en fiskare och arbetare som fiskare från elva års ålder. Hon blev en godkänd vuxen fiskare 1797 och fick tillstånd av guvernören att bära manskläder. Hon tog arbete i olika fiskeflottor runt kusterna mellan 1802 och 1856 och blev den första kvinna på Island som arbetade som förman på en fiskeflotta.